# 諸聖教堂 (哈特福)
諸聖教堂（英語：All Saints' Church）是位於英格蘭赫特福德郡哈特福皇后路的一座教堂。諸聖教堂是英國聖公會的一座教區教堂，也是英國規模較大的教區教堂之一，被列入英國II*級登錄建築，是赫特福德郡最大的教堂，可以容納1,000人。